# Desmognathus auriculatus
Espèce
Synonymes
- Salamandra auriculata Holbrook, 1838
- Desmognathus fuscus carri Neill, 1951

Statut de conservation UICN

 LC  : Préoccupation mineure
Desmognathus auriculatus est une espèce d'urodèles de la famille des Plethodontidae.

## Répartition
Cette espèce est endémique des États-Unis. Elle se rencontre dans l'est de la Géorgie et dans le nord de la Floride.

## Publication originale
- Holbrook, 1838 : North American Herpetology, or Description of the Reptiles Inhabiting the United States, vol. 3, p. 1-122 (texte intégral).